# Анастасьевка (Хабаровский край)
Анаста́сьевка — село Хабаровского района Хабаровского края Российской Федерации. Административный центр Анастасьевского сельского поселения. Население по данным 2011 года — 2161 человек

## География
Расположено на 45-м километре региональной автодороги Р454 Хабаровск — Комсомольск-на-Амуре.
От села Анастасьевка начинается автодорога, ведущая к селу Петропавловка, Петропавловскому озеру и к Петропавловскому женскому монастырю.

## Население
| 1912 | 1992 | 2002  | 2010  | 2011  | 2012  | 2021  |
| ---- | ---- | ----- | ----- | ----- | ----- | ----- |
| 235  | ↗814 | ↗2036 | ↗2154 | ↗2161 | ↗2210 | ↘1723 |

## Климат
Село находится в области муссонного климата умеренных широт, характеризующегося сменой направлений воздушных потоков зимой и летом. В зимнее время поток холодного континентального воздуха обуславливает холодную, малоснежную ясную зиму. Средняя годовая температура воздуха летом составляет +22,5 °С, зимой −19,8 °С. Амплитуда колебаний температуры между абсолютным максимумом +35 °С (июль) и минимумом −36 °С (январь) достигает 71 °С. Средняя продолжительность безморозного периода составляет 152 дня. С апреля по октябрь выпадает 90 % годовой суммы осадков. В отдельные годы в зимние месяцы возможно отсутствие осадков.

## Инфраструктура
В селе Анастасьевка находится филиал Хабаровского комбината ритуальных услуг, обслуживающий граждан, не имеющих родственников.

## Галерея
- В селе Анастасьевка: прямо — на Комсомольск-на-Амуре, налево — на Петропавловку
- Село Анастасьевка на спутниковой фотографии